# 호제르 카르발류
호제르 데 카르발류(포르투갈어: Roger de Carvalho, 1986년 12월 10일, 아라퐁가스 ~ )는 브라질의 축구 선수로, 세리에 A의 볼로냐 FC에서 뛰고 있다.